# Бенхаузен
Бенхаузен (њем. Bennhausen) општина је у њемачкој савезној држави Рајна-Палатинат. Једно је од 81 општинског средишта округа Донерсберг. Према процјени из 2010. у општини је живјело 144 становника. Посједује регионалну шифру (AGS) 7333005.

## Географски и демографски подаци
Бенхаузен се налази у савезној држави Рајна-Палатинат у округу Донерсберг. Општина се налази на надморској висини од 281 метра. Површина општине износи 1,5 km². У самом мјесту је, према процјени из 2010. године, живјело 144 становника. Просјечна густина становништва износи 97 становника/km².